# Генератор зла
Генератор на зло (на руски: Генератор зла) е седмият студиен албум на руската хевиметъл група Ария. Издаден е от Moroz Records. Това е първият албум където присъстват песни, композирани от китаристът Сергей Терентиев. В песента „Пытка тишиной“ пее Виталий Дубинин. Текстовете са написани от Маргарита Пушкина. Това е един от двата албума на групата, в които липсва заглавна песен. Тематиката на композициите е различна – в песента „Смотри“ се използва темата за края на света, „Дезертьор“ е против войната, а „Обман“ – за властта. Освен това в „Генератор зла“ присъстват и 3 балади. Заснети са клипове към песните „Отшельник“ и „Грязь“.

## Песни в аблума
- 1. Смотри!
- 2. Грязь
- 3. Дезертир
- 4. Пытка тишиной
- 5. Беги за солнцем
- 6. Обман
- 7. Отшельник
- 8. Закат
- 9. Дьявольский зной
- 10. Замкнутый круг